# محمد الخراشي
محمد الخراشي لاعب كرة قدم ومدرب سعودي سابق.

## حياته
هو محمد بن عبد الرحمن بن محمد الخراشي مواليد الرياض وسط السعودية لعب لنادي الهلال وعمل فيه مدرباً قبل أن ينتقل للعمل في الاتحاد السعودي لكرة القدم كمدرب للمنتخبات السعودية.
ارتدى محمد الخراشي قميص الهلال لفترة قصيرة من الزمن، قبل أن يتحول إلى مدرباً في نهاية التسعينات الهجرية من القرن الماضي، وعمل في القطاعات السنية بالهلال وحقق نجاحات جيدة قبل أن ينضم للعمل في المنتخبات السعودية.
ومحمد الخراشي يعد ثاني أشهر مدرب سعودي، ويأتي بعد عميد المدربين السعوديين خليل الزياني.

## نبذه عن مسيرته
إذا كان الخراشي لم يسجل أي نجاحات تذكر حينما ارتدى قميص الهلال بل لم يستمر طويلاً في المستطيل الأخضر، فإنه كتب انجازات بماء من الذهب كمدرب، كيف لا وهو من ارتبط اسمه بالإنجازات التاريخية للزمن الجميل للكرة السعودية،
بدأ الخراشي مسيرته التدريبية مع نادي الهلال في نهاية التسعينات الهجرية حيث كان يعمل ضمن الطواقم الفنية بالفئات السنية، قبل أن يتسلم مهمة تدريب فريقي درجة الشباب ودرجة الناشئين.
وساهم الخراشي في اكتشاف عدد من النجوم لعل ابرزهم فهد المصيبيح وعبادي الهذلول وغيرهم من اللاعبين الذين اصبحوا ركائز مهمة في الفريق الأول بنادي الهلال والمنتخب السعودي.
انتقل عام 1400هـ للعمل مع الاتحاد السعودي، وكانت أول مهمة هي العمل كمساعد مدرب لمنتخب الناشئين، وفي عام 1403هـ أصبح مدرباً لمنتخب الناشئين ونجح بعد فترة قصيرة في الفوز مع الأخضر بلقب كأس آسيا لأول مرة في قطر.
ليقود بذلك منتخب الناشئين للتأهل لكأس العالم بالصين 1405هـ، وهناك ضرب منتخب الناشئين ملحمة لا يمكن أن تنسى، بعدما هزم إيطاليا بالثلاثة وكوستاريكا بالاربعة، وخسر في دور الثمانية أمام البرازيل بهدفين لهدف.
استمر الخراشي مدرباً لمنتخب الناشئين وحصل على المركز الثالث في كأس آسيا عام 1406هـ وتأهل الأخضر مرة اخرة لكأس العالم بكندا ولكن لم يقدم تلك المستويات ليخرج مبكراً من المجموعة الحديدية التي ضمت فرنسا والبرازيل وأستراليا.
برغم الخروج من كأس العالم إلا أن الخراشي استمر مدرباً لمنتخب الناشئين وحقق في عام 1409هـ لقب كأس آسيا التي اقيمت في تايلاند، وكرر التأهل الثالث على التوالي لكأس العالم باستكلندا ولكن الخراشي أصبح هناك مساعداً للبرازيلي ترمان ايفو.
وهناك حقق الأخضر لقب كأس العالم كانجاز عربي وآسيوي لم يتكرر منذ ذلك التاريخ، ويحسب للخراشي ذلك الإنجاز لكونه كان قد اختار اللاعبين بعناية وفاز بهم بكأس آسيا في تايلاند.
استمر الخراشي في العمل مدرباً في المنتخبات السعودية، حتى كلفه الاتحاد السعودي عام 93 بمساعدة المدرب البرازيلي كاندينيو في تصفيات كأس العالم 94, وحينما تمت اقالة المدرب قبل لقاء إيران الحاسم، استلم الخراشي المهمة ونجح في الفوز بنتيجة (4-3).
تلك النتيجة أهلت الأخضر لأول مرة في تاريخه لمونديال كأس العالم، وظل الخراشي يعمل مع المنتخب الأول كمساعد للمدرب الأرجنتيني سولاري في كأس العالم 94 والتي حقق فيها الأخير أبرز مشاركاته بالوصول لـ16 من البطولة.
وبعد انتهاء كأس العالم رفض سولاري التجديد ليتولى الخراشي مهمة تدريب الأخير في كاس الخليج 12 بالإمارات والتي أنهى فيها الأخضر النحس الذي لازمه طويلاً وحقق اللقب لأول مرة.
وفي العام الذي يليه كلفه الاتحاد السعودي بمهمة تدريب المنتخب الأولمبي في تصفيات أولمبياد اتلانتا 96 وفيها قدم الأخضر مستويات ملفتة ورائعة توجها بالتأهل للمرة الثانية والتي كانت الاخيرة.
تولى هناك مهمة تدريب المنتخب المدرب البرازيلي ترمان ايفو. وعاد ليعمل الخراشي مع المنتخب الأول في 96 كمساعد للبرتغالي فينجادا في كأس آسيا بالإمارات والتي حققها الأخضر للمرة الثالثة في تاريخه.
وفي عام 98 كان الخراشي حاضراً في تصفيات كأس العالم 98 كمساعد مدرب، وحينما تأهل الأخضر إلى فرنسا تواجد مساعداً للبرازيلي كارلوس ألبرتو بيريرا وقاد الأخضر في اللقاء الأخير مع جنوب أفريقيا عقب اقالة كارلوس وانتهى اللقاء بالتعادل (2-2).
ومع نهاية التسعينات أعلن محمد الخراشي التوقف عن مجال التدريب بعد 20 عاماً كانت مليئة بالإنجازات والبطولات، وتوجه ليعمل محاضراً معتمداً في الاتحاد الآسيوي كما عمل في الاتحاد السعودي في مجال شؤون المدربين.

## الاتحاد الآسيوي يكرمه
في عام 1431هـ قام الاتحاد الآسيوي لكرة القدم بتكريم محمد الخراشي مع عدد من المدربين الآسيويين والذين ساهموا في تطور الكرة الآسيوية وكذلك بلدانهم كروياً.
ووصفه الآسيوي في تقرير مطول نشره على موقع بالانترنت بـ«صانع النجوم». مؤكداً أن مسيرته كانت حافلة بالإنجازات.

## كشاف مواهب من الطراز الأول
ومن المعروف أن محمد الخراشي اكتشف الكثير من النجوم الذين خدموا الكرة السعودية فيما بعد، وعلى رأس هؤلاء قائد الأهلي والنصر والمنتخب السابق حسين عبد الغني الذي حوله من مهاجم إلى ظهير أيسر.
كما أكتشف لاعب الهلال والمنتخب وأفضل لاعب آسيوي عام 2000م نواف التمياط وذلك في بطولة الصداقة في سلطنة عمان عام 96م.
وكان الخراشي حينما يعمل في المتخبات السنية يركز دائما على لاعبي الاندية قليلة الامكانيات، على عكس المدربين الاجانب الذين يكتفون بضم اللاعب الجاهز من الاندية الكبيرة.
فالخراشي، قدم محمد الدعيع وطلال الجبرين وياسر الطائفي ومنصور الموسى للعب مع المنتخب الأول، وجعلهم ركائز اساسية فيما بعد.

## بطولاته وانجازاته كمدرب
- الفوز بكأس آسيا للناشئين 85م في قطر
- الفوز بكأس آسيا للناشئين 86 في قطر
- الفوز بكأس آسيا للناشئين 88 في تايلاند
- قيادة منتخب الناشئين في كأس العالم 85 في الصين
- قيادة منتخب الناشئين في كأس العالم 87 في كندا
- الفوز كمساعد مدرب بكأس العالم للناشئين عام 89 في إسكتلندا
- التأهل مع المنتخب الأولمبي لأولمبياد أتلانتا 96
- الفوز بكأس الخليج 12 بالإمارات
- الفوز كمساعد مدرب بكأس آسيا مع المنتخب الاول عام 96 في الامارات
- التأهل مع المنتخب الأول لكأس العالم 94 بأمريكا
- قيادة المنتخب الأول في كأس العالم 98م.

## وصلات خارجية ومصادر
- الآسيوي يكرم الخراشي